# Garbhagṛha

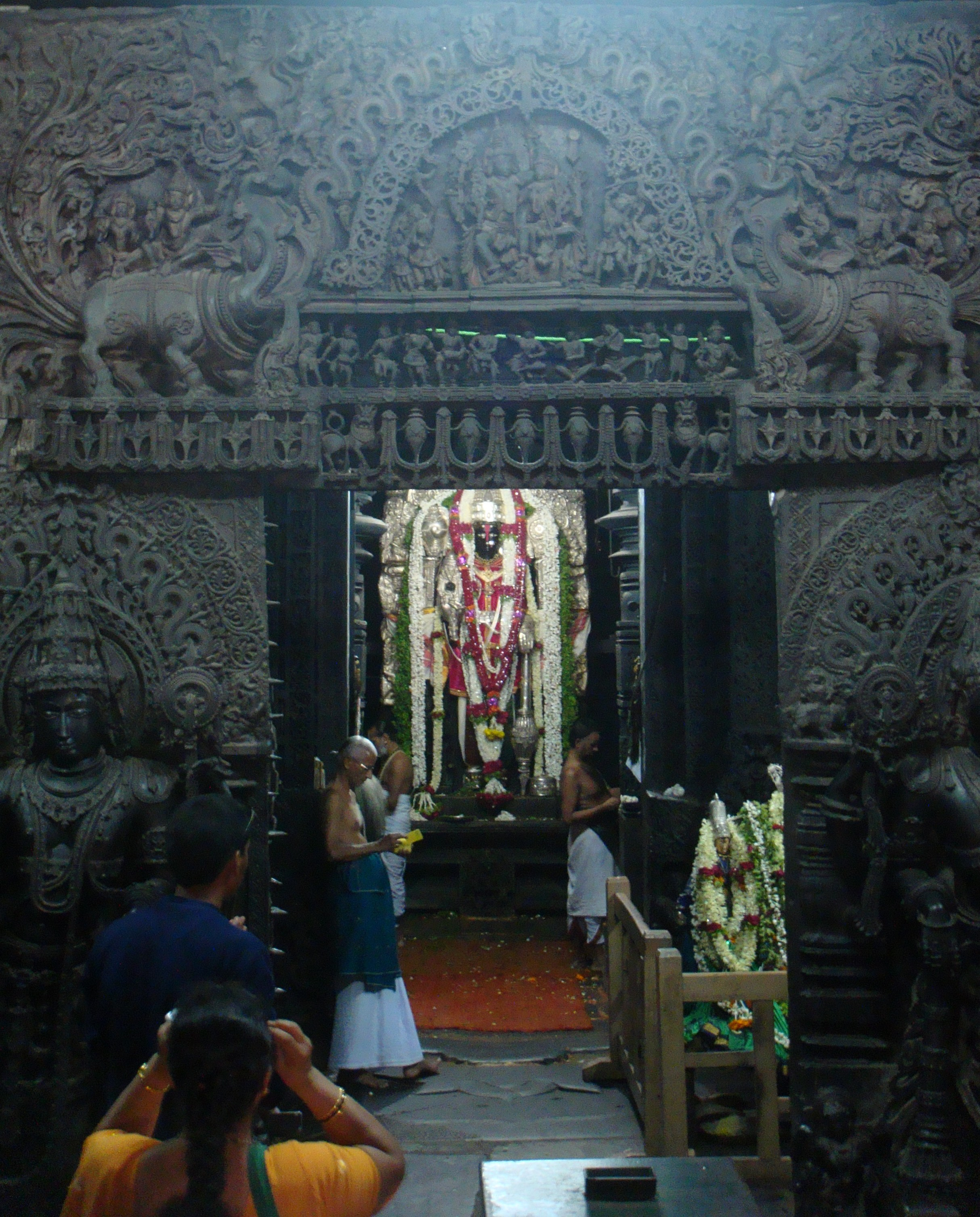
Devoti pregano nel Garbhagriha del Tempio Chennakesava a Belur, che ospita l'icona del dio Visnù.

Il garbhagṛha (in sanscrito गर्भगृह, anglizzato in garbhagriha o garbha-griha, lett. "camera grembo") è il sancta sanctorum, l'ambiente più sacro di un tempio indù dove si trova la murti (idolo o icona) della divintà principale del tempio. Solo i sacerdoti (pujari) possono accedere a questa camera.
Anche se il termine è associato con templi indù, spesso si trova anche nei templi giainisti e buddisti.
Il garbhagṛha si trova nei templi indù ed è adorato dagl'induisti.

## Architettura
Nei templi con una cupola d'oro vimana, questa camera è posizionata direttamente sotto di essa e due di loro formano l'asse verticale del tempio principale. Questo insieme può essere inteso rappresentare l'asse del mondo attraverso il Monte Meru. Il garbhagṛha è anche, di solito, sull'asse orizzontale del tempio principale qui, generalmente, in direzione est-ovest e si trova quasi sempre all'intersezione dei due assi.
Generalmente il garbhagṛha è senza finestre e scarsamente illuminato, creato così intenzionalmente per concentrare la mente del devoto sulla forma tangibile del divino all'interno di esso. L'ingresso al garbhagṛha può essere limitata ai sacerdoti che svolgono i servizi.

## Induismo

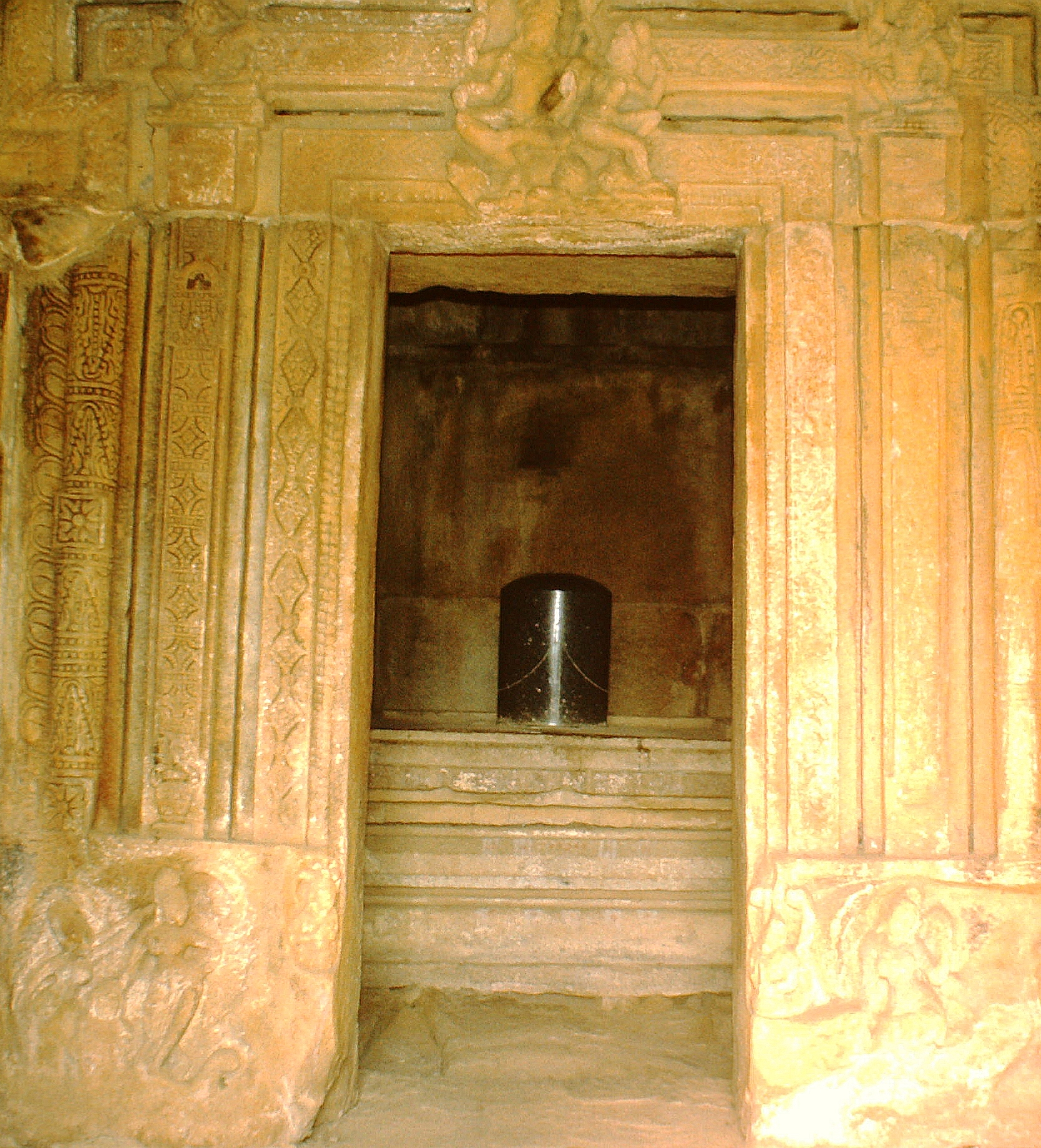
Garbhagṛha a Pattadakal col linga, icona di Siva.

Nello stile dravidico il garbhagṛha ha la forma in miniatura di un vimana con altre caratteristiche esclusive dell'architettura dei templi indiani del sud, come una doppia parete interna ed esterna, che creano un circumambulatio (pradakṣiṇā) intormo al sacrario. L'ingresso è altamente decorato e il garbhagṛha interno o santuario diventa una struttura separata, sempre più elaborata e decorata nel corso del tempo.
Più spesso il garbhagṛha ha forma quadrata ed è posto su un plinto, la cui posizione è calcolata per essere un punto di totale equilibrio ed armonia in quanto è rappresentativo di un microcosmo dell'Universo. Al centro è posta l'immagine della divinità.
Alle volte, nei templi dedicate alle deità femminili, il garbhagṛha ha forma rettangolare. Ad esempio, nel tempio Varahi Deula di Chaurasi.
La struttura attuale della maggior parte di questi templi è un vimana a due piani con un garbhagṛha quadrato e un percorso circumambulatorio circostante, un Ardha-mandapa e un più stretto maha-mandapa.